# 시누아즈리
시누아즈리(프랑스어: chinoiserie, 중국풍 또는 중국양식을 의미)은 서양에서 로코코 시대 이후 중국적인 요소의 문양을 회화, 건축 양식 등에 사용한 미술 양식이다. 하노버 등 유럽 각지의 건출물에서 중국 양식을 사용하고 있다.
시누아즈리는 장식 모티프의 한 요소로, 17세기 이래의 이국 정서를 반영하고 있어 직물(織物)· 도기(陶器)·가구류(家具類)의 모티프로서, 또 로코코무늬 속에 삽입되어 국제적으로 대유행을 보았다. 18세기의 궁전과 오테르의 대부분은 시노아즈리 장식에 의해 만들어진 방을 가지고 있었다.

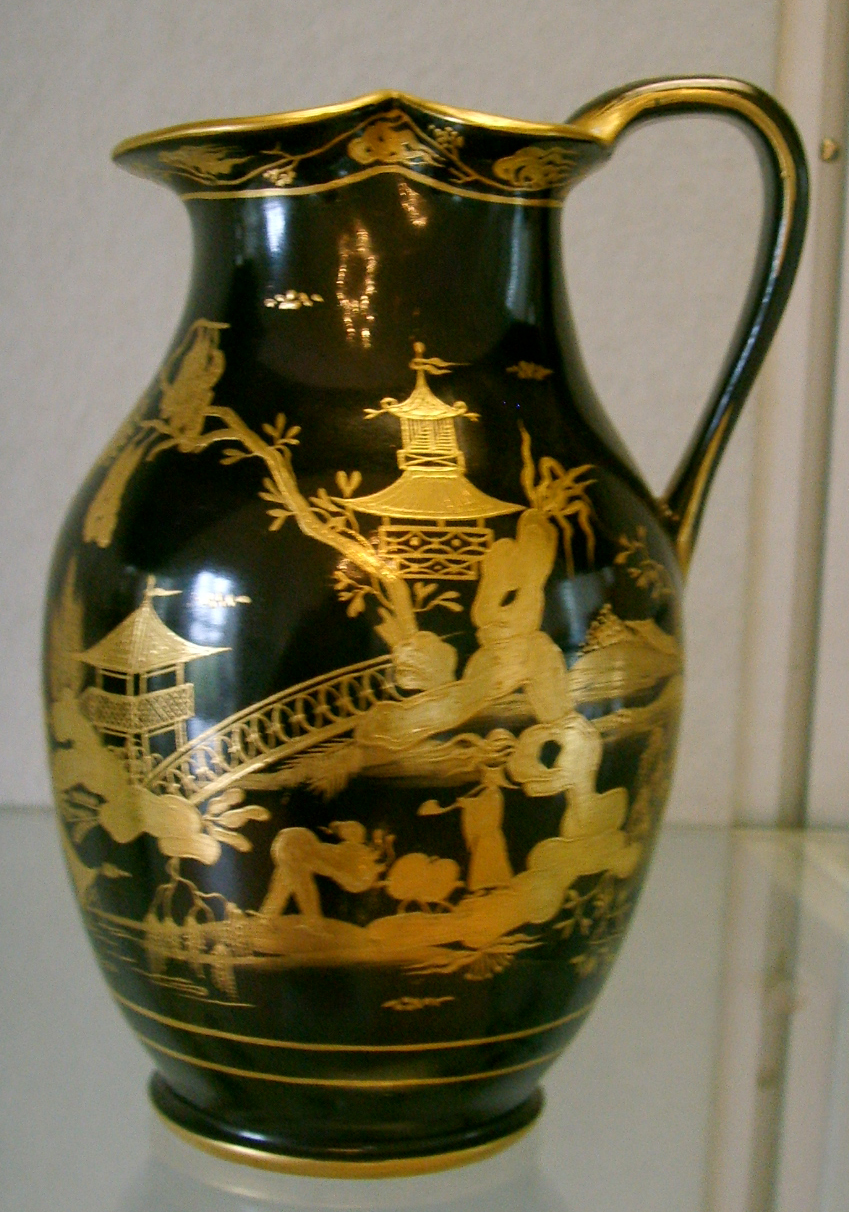
빈의 중국 도자기
프랑수아 부셰르의 그림
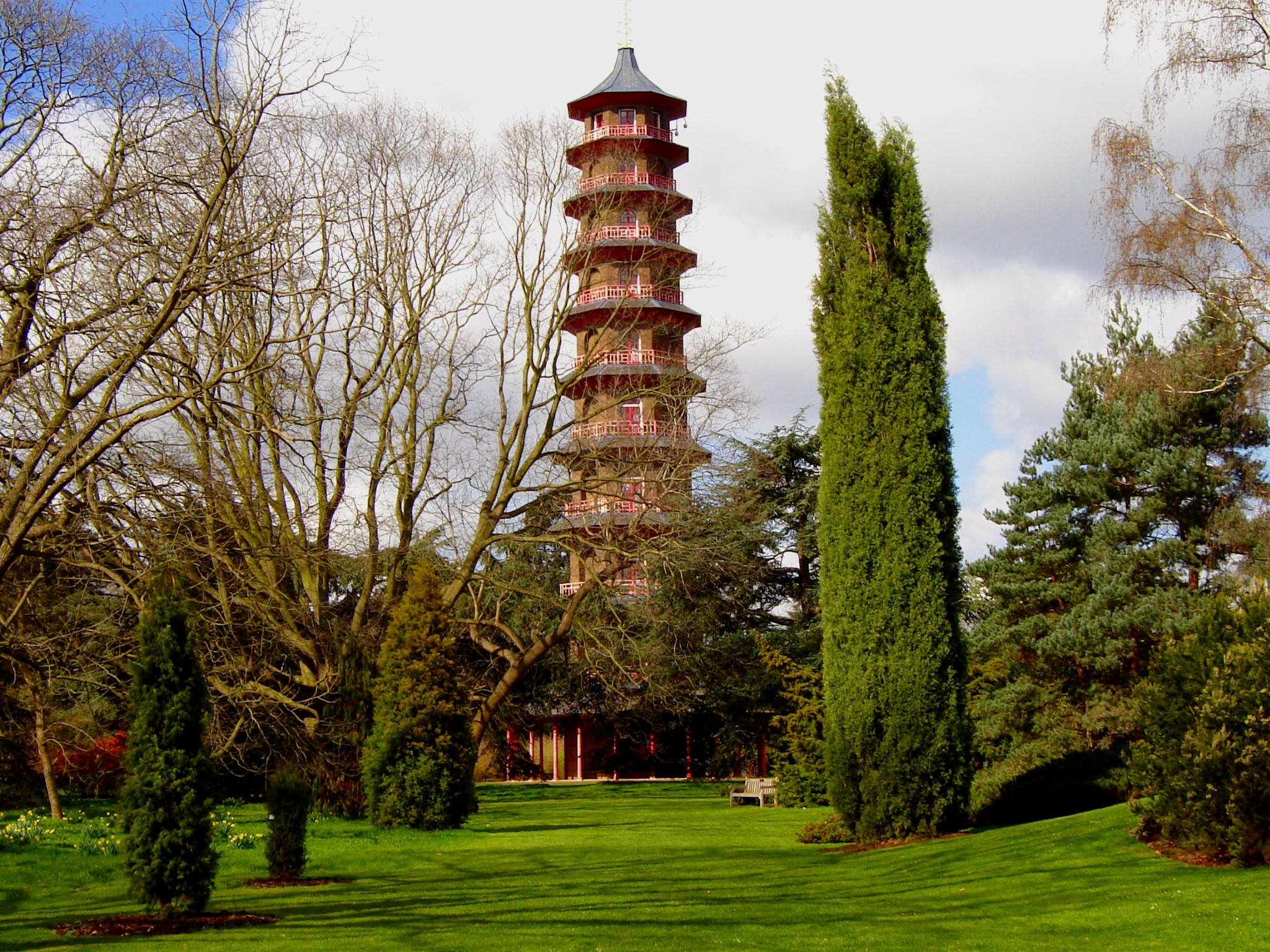
런던 근교의 중국 탑
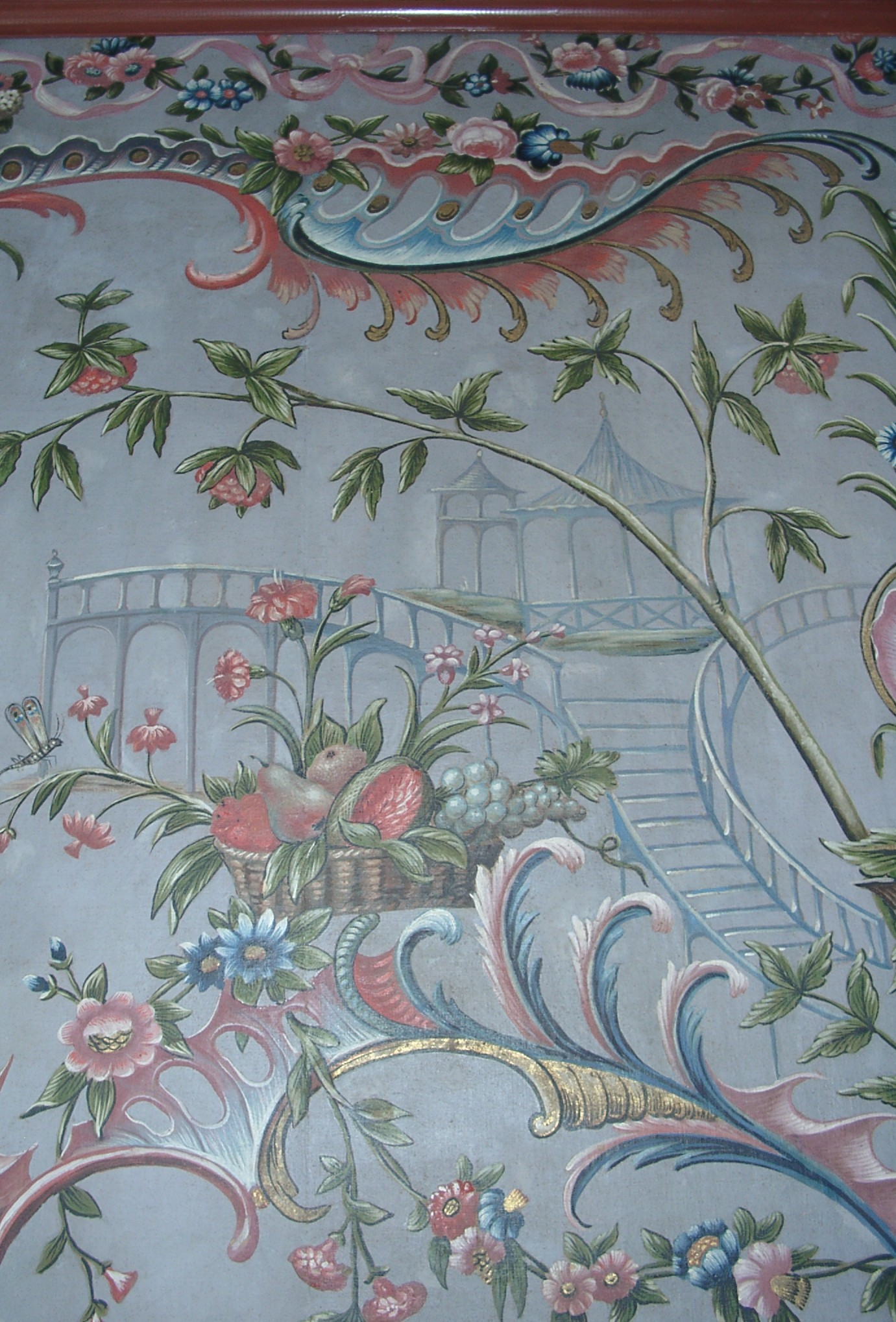
암스테르담 박물관의 자수
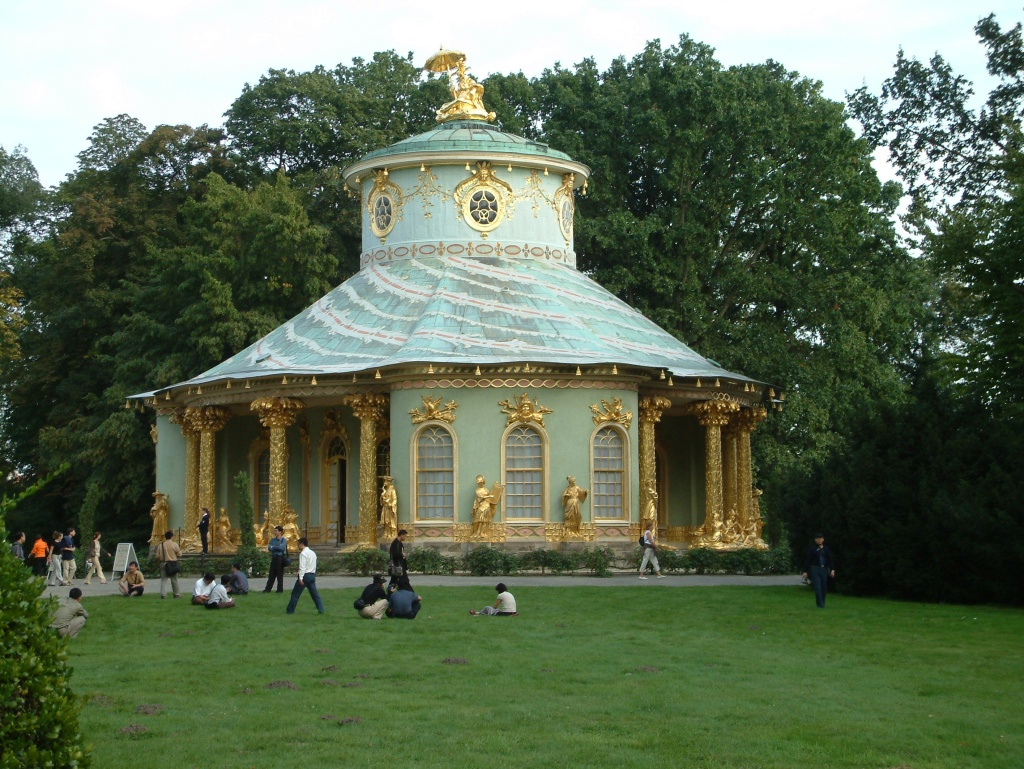
포츠담의 중국풍 건축물
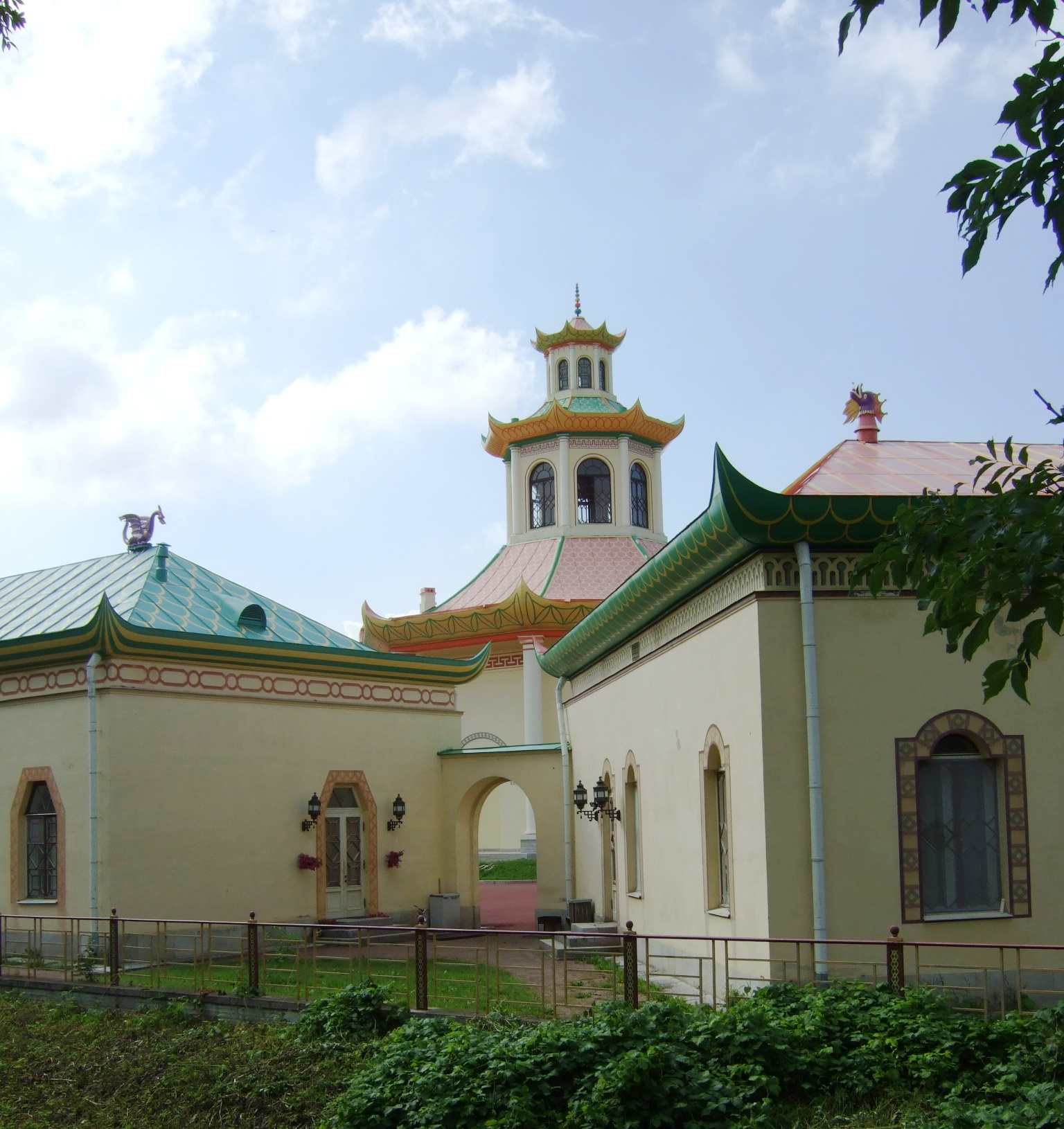
차르스코예의 중국 마을

## 같이 보기
- 튀르크리(영어판) - 유럽 예술가들이 터키(오스만 제국)을 동경하여 묘사한 예술 양식
- 자포니즘 - 19세기 유럽 예술가들이 일본의 신기하고 괴상한 것들을 묘사한 예술 양식